# Charcot Fan
Koordinaten: 69° 41′ S, 86° 39′ W
Der Charcot Fan (englisch für Charcot-Fächer, alternativ: Charcot Deep-Sea Fan) ist eine Tiefseeformation im Südlichen Ozean. Sie liegt vor der Küste des westantarktischen Ellsworthlands.
Namensgeber ist der französische Polarforscher Jean-Baptiste Charcot (1867–1936). Das US-amerikanische Advisory Committee on Undersea Features (ACUF) bestätigte die Benennung im Juni 1988.